# Friedrich von Pallandt
Johann Heinrich Friedrich von Pallandt (* 11. April 1789 in Reval; † 16. Mai 1859 in Lüben in Schlesien) war ein preußischer Generalmajor.

## Leben

### Herkunft
Seine Eltern waren Maximilian Joseph von Pallandt († 1802) und dessen Ehefrau Maria Elisabeth, geborene Severin († 1821). Sein Vater lebte als Privatmann in Reval, später in Wismar, und war als Maximilian Joseph Vettelhofen geboren worden, als uneheliches Kind der ledigen Maria Theodora Freiin von Pallandt († 1746), die ab 1712 mit dem Rittergut Vettelhoven belehnt war, zusammen mit ihren beiden Brüdern, die es ihr großzügig überließen. Erst später nannte Maximilian Joseph sich von Pallandt. „Dem Vernehmen nach“ war sein Vater ein Herr von Goltstein. Für seinen Sohn Friedrich wurde als königlich preußischer Generalmajor a. D. die Namensführung v. Pallandt sowie die Führung des Wappens derer von Pallandt vom preußischen Heroldsamt nicht beanstandet.

### Militärkarriere
Er wurde am 3. April 1803 in Wismar eingesegnet. Am 27. März 1804 kam er als Junker in das Dragonerregiment Nr. 5. Dort wurde er am 5. Januar 1805 Fähnrich und am 12. Juli 1806 Sekondeleutnant. Im Vierten Koalitionskrieg kämpfte er in der Schlacht bei Auerstedt sowie auf dem Rückzug bei Zehdenick und auf der Danziger Nehrung.
Nach dem Frieden von Tilsit kam er am 28. November 1807 in das Dragoner-Regiment Königin. Während der Befreiungskriege kämpfte er in den Schlachten bei Großbeeren, Dennewitz, Leipzig, Laon sowie den Gefechten bei Möckern, Halle, Hoyerswerda, Luckau, Wittstock, Compiegne und dem Sturm auf Arnheim. Im Gefecht bei Doesburg erwarb er sich das Eiserne Kreuz II. Klasse.
Am 21. Februar 1815 wurde er in das Garde-Dragoner-Regiment versetzt und dort am 8. September 1815 zum Premierleutnant befördert. Am 30. März 1817 avancierte er zum Rittmeister und Eskadronchef, bis Pallandt am 30. März 1822 als Major dem Regiment aggregiert wurde. Am 8. Juni 1838 erhielt er den Sankt-Stanislaus-Orden III. Klasse. Vom 2. bis zum 26. Oktober 1838 fungierte er als Garnisonsrepräsentanten in Berlin. Man beauftragte ihn am 25. März 1841 mit der Führung des 1. Ulanen-Regiment und ernannte Pallandt unter gleichzeitiger Beförderung zum Oberstleutnant am 12. September 1841 zum Regimentskommandeur. In dieser Stellung stieg er am 30. März 1844 zum Oberst auf, bevor er am 15. Juli 1845 seinen Abschied mit dem Charakter als Generalmajor und einer jährlichen Pension von 1750 Talern erhielt. Er starb am 16. Mai 1859 in Lüben in Schlesien, wo er am 18. Mai 1859 beigesetzt wurde.

### Familie
Pallandt heiratete am 12. September 1822 in Schöningen bei Stettin Henriette Luise Spalding (1798–1864), eine Tochter des Kriegsrates beim Oberlandesgericht in Stettin Johann Karl Ernst Spalding (1760–1813). Das Paar hatte mehrere Kinder:
- Josepha Karoline Friederike Wilhelmine Betty (1823–1884) ⚭ 1842 Hermann von Krosigk (1815–1868), Generalmajor[6]
- August Maximilian Eugen (1825–1829)
- Karl Konstantin Paul (* 1828), Major a. D. Ihm wurde am 5. Februar 1873 durch preußische Allerhöchste Kabinettsordre die Führung des Freiherrentitels erlaubt.[5]
- Ida Henriette Eugenie Klara (* 1854)